# 프린세스 메이커 (비디오 게임)
《프린세스 메이커》는 프린세스 메이커 시리즈의 첫 번째 작품으로, 1991년 5월 24일 PC-9801판을 시작으로 이후 여러 기종에 맞춰 제작되어 발매되었다. 중세 유럽풍의 세계를 무대로 하여, 마족과의 전쟁으로 고아가 된 소녀를 수양딸로 키워가는 내용이다.

## 엔딩 개요
평가 스텟에 따라 여왕(평가 1200이상), 공주(평가 800~1199), 엑설런트 엔딩(평가 400~799), 굿엔딩(평가 100~399), 노멀엔딩(평가 50~99), 배드엔딩(평가 49 이하)으로 분류된다. 단 평가 스텟이 799 이하일 경우 가장 뛰어난 능력에 해당되는 엔딩이 나오게 된다.
| 평가 (명성) | 체력 (지치지 않는 힘) | 완력 (물건을 부수는 힘) | 지력 (두뇌능력)      | 기품 (품위)               | 매력 (미모)            | 도덕심 (인격) | 마법 (마력)              |
| ----------- | --------------------- | ----------------------- | -------------------- | ------------------------- | ---------------------- | ------------- | ------------------------ |
| 1200 이상   | 여왕                  | 여왕                    | 여왕                 | 여왕                      | 여왕                   | 여왕          | 여왕                     |
| 800 ~ 1200  | 프린세스              | 프린세스                | 프린세스             | 프린세스                  | 프린세스               | 프린세스      | 프린세스                 |
| 400 ~ 799   | 장수(오래삶)          | 장군                    | 왕립 아카데미 총학장 | 명문귀족의 부인           | 후궁                   | 대주교        | 왕궁 최고 마법사, 마법장 |
| 100 ~399    | 기사                  | 근위대장                | 연금술사             | 하급귀족의 부인           | 해밀튼 경의 첩         | 주임수녀      | 마도사                   |
| 50 ~ 99     | 농부의 아내           | 나뭇꾼                  | 문학가               | 무기상의 맏며느리         | 도미니크의 술집 종업원 | 일반수녀      | 왕국 정규 마법사         |
| 49 이하     | 떠돌이 용병           | 현상금 사냥꾼           | 사기꾼               | 밤의 세계 (퇴폐업소 주인) | 창녀                   | 이혼녀        | 떠돌이 마술사            |

- 여왕 - 평가가 매우 높을 때 나오는 엔딩으로 왕이 마리아 린드버그에게 선양한다.
- 프린세스 - 왕자가 마리아 린드버그에게 프로포즈 후 왕세자비가 된다.

## 엑설런트 엔딩
- 장수 - 마리아 린드버그는 고손자가 태어나는 것까지 보고 향년 134살까지 산다.
- 장군 - 마리아 린드버그의 완력에 반한 군사령관은 마리아 린드버그를 근위군에 고용하였고 마리아 린드버그는 용맹을 떨쳐 장군이 된다.
- 왕립 아카데미 총장 - 마리아 린드버그는 25살 이하의 나이에 박사학위를 보유하여 학식으로 명성을 떨쳐 왕립 아카데미 총장에 부임한다.
- 명문귀족의 부인 - 명문가에 끌려온 마리아 린드버그는 귀족의 부인이 된다.
- 후궁 - 왕자와 결혼하려고 왕궁을 찾은 마리아 린드버그는 왕이 가로채어 왕의 첩이 된다.
- 대주교 - 전임 대주교가 은퇴하자 대주교 후보는 수녀에 불과했던 마리아 린드버그의 자질이 더 훌륭하다며 마리아 린드버그를 대주교로 임명한다.
- 왕궁 최고의 마법사, 마법장 - 최고의 마법력을 드러낸 마리아 린드버그는 왕궁 마법사가 되어 이들 중에서도 특히 뛰어난 마법능력을 인정받아 마법장의 지위에 오르게 된다.

## 굿 엔딩
- 기사 - 마리아 린드버그는 뛰어난 체력으로 열심히 군복무를 하여 기사의 지위에까지 올라갔다.
- 근위대장 - 용맹스러운 마리아 린드버그는 근위군을 이끄는 대장이 되었다.
- 연금술사 - 학문에 매진하던 마리아 린드버그는 여러 가지 화학 실험을 성공하여 연금술사가 된다.
- 하급귀족의 부인 - 사람들로부터 품위를 인정받은 마리아 린드버그는 하급 귀족에게 시집갔다.
- 해밀튼 경의 첩 - 해밀튼 경은 마리아 린드버그의 미모에 반해 마리아 린드버그를 자신의 첩으로 삼는다. 말이 첩이지 해밀튼 부부는 이 시점에서 이미 90살을 넘는 고령이라 사실상 양녀나 다름없다.
- 주임수녀 - 수녀들 중에서도 특히 신앙심을 인정받은 마리아 린드버그는 수녀 중에서도 주임수녀에 임명된다.
- 마도사 - 끝없는 마법수련을 통해 마도사가 되었다.

## 노멀 엔딩
- 농부의 아내 - 농부에게 시집가서 남편과 같이 농사지으며 평생을 보내게 된다.
- 나뭇꾼 - 그나마 완력이 좀 있는 마리아 린드버그는 나뭇꾼으로 하루하루 살아가게 되었다.
- 문학가 - 글솜씨가 약간 있었던 마리아 린드버그는 문학가가 되었다.
- 무기상의 맏며느리 - 무기상의 맏아들의 눈에 들어 무기상의 맏며느리가 되었다.
- 도미니크 술집의 종업원 - 마리아 린드버그의 미모를 인정한 도미니크는 자신의 술집의 종업원으로 마리아 린드버그를 고용한다.
- 일반수녀 - 마리아 린드버그는 신앙에 열심히였고 그래서 부모가 마리아 린드버그를 교회에 계속 다니게 한 결과 마리아 린드버그는 수녀가 된다.
- 왕국 정규 마법사 - 마법력에 조예가 깊던 마리아 린드버그는 왕궁의 마법사로 취직했다.

## 배드 엔딩
- 떠돌이용병 - 지칠 줄 모르는 체력밖에 내세울게 없는 마리아 린드버그는 떠돌이 용병단에 들어가 크고 작은 전투에 참가했다. 그러나 마리아 린드버그는 여기 저기 칼자국 상처가 났고 심지어는 애꾸까지 되었다. 평생을 그렇게 살다가 결국 전장에서 비참한 최후를 맞이하고 만다.
- 현상금 사냥꾼 - 빈둥빈둥 놀고 먹던 마리아 린드버그는 어느날 우연히 흉악범을 때려잡는다. 그러자 많은 상금을 받았고 여기에 맛들인 마리아 린드버그는 결국 언제 살해당할지 알 수 없는 현상금 사냥꾼으로 살아가게 되었다.
- 사기꾼 - 머리를 조금 굴릴 줄 알았던 마리아 린드버그는 이런 저런 요령으로 짭짤하게 수입을 올리고 있었다. 그런데 어느날 조금이라도 더 쉽게 돈을 벌려고 궁리를 한 끝에 마리아 린드버그는 사기꾼이 되었고 여러 사람의 등을 쳐먹고 살게 되었다. 중간에 붙잡혀서 몰매를 맞기도 했지만 마리아 린드버그는 엄청난 돈을 번다.
- 밤의 세계(퇴폐업소 주인) - 할 줄 아는게 별로 없고 고상하기만 했던 마리아 린드버그는 사창가를 개설한다.
- 창녀 - 예쁜 것 말고는 아무것도 없는 마리아 린드버그는 결국 사창가에서 돈맛을 알고 난 뒤 직업여자가 된다.
- 이혼녀 - 마음씨가 착한 것 말고는 아무것도 내세울 것이 없는 마리아 린드버그는 어떻게 해서인지 결혼에 성공했다. 그러나 힘도 약하고 머리가 좋은 것도 아니고 특출한 미모가 있는 것도 아닌 마리아 린드버그는 시어머니의 마음을 움직일 수 없었고 하루하루를 구박당하며 살게 된다. 마리아 린드버그는 3년 동안 애를 낳지 못하자 강제 이혼당하고 여관에서 아르바이트를 하며 신랑감을 찾아 헤메는 신세가 되었다.
- 떠돌이 마술사 - 마법능력도 신통치 않고 그나마 다른 능력은 더 신통치 않아 거리를 떠도는 마술사로 하루하루를 어렵게 연명하게 된다.

## 기타
PC/AT, MSX, PC 엔진, X68000, 윈도우판 버전과 그래픽을 리마스터링한 리파인판 윈도용, 플레이스테이션 2용으로 제작되었으며, i모드용으로도 발매되었다.

MSX, PC 엔진 판은 마이크로캐빈(マイクロキャビン)이 제작 판매를 하였으며(PC 엔진 판은 NEC-HE에서 판매), 유저 인터페이스의 변경, 엔딩의 추가, 딸의 성우로 요코야마 치사(横山智佐)를 기용하는 등의 다른 점이 보인다. 리파인판에서 딸의 성우는 츠루노 교코(鶴野恭子)다.